# Scotopteryx culoti
Scotopteryx culoti är en fjärilsart som beskrevs av Karl Schawerda 1932. Scotopteryx culoti ingår i släktet backmätare, och familjen mätare. Inga underarter finns listade.